# Hunt River (Labrador)
Der Hunt River ist ein etwa 36 km langer Zufluss der Labradorsee im Osten von Labrador in der kanadischen Provinz Neufundland und Labrador.

## Flusslauf
Das Quellgebiet des Hunt River bildet ein Seensystem. Der Hunt River verlässt einen 48 m hoch gelegenen namenlosen See an dessen östlichem Ende. Er fließt in überwiegend ostnordöstlicher Richtung. Dabei passiert er auf den folgenden 18 km mehrere Seen. Der Hunt River mündet schließlich in das Kopfende der Big Bay, 30 km westnordwestlich von Hopedale. Der Hunt River entwässert ein Areal von 1344 km².

## Flussfauna
Im Unterlauf des Hunt River überwintern Seehunde. Der Hunt River ist einer der nördlichsten Flüsse Labradors mit einer substantiellen Population des Atlantischen Lachses. Weitere Fischarten im Flusssystem sind Bachsaibling (anadrome und nicht-anadrome Form) und Wandersaibling.